# Biton kolbei
Biton kolbei är en spindeldjursart som först beskrevs av William Frederick Purcell 1899.  Biton kolbei ingår i släktet Biton och familjen Daesiidae. Inga underarter finns listade.